# Johan August Hedberg

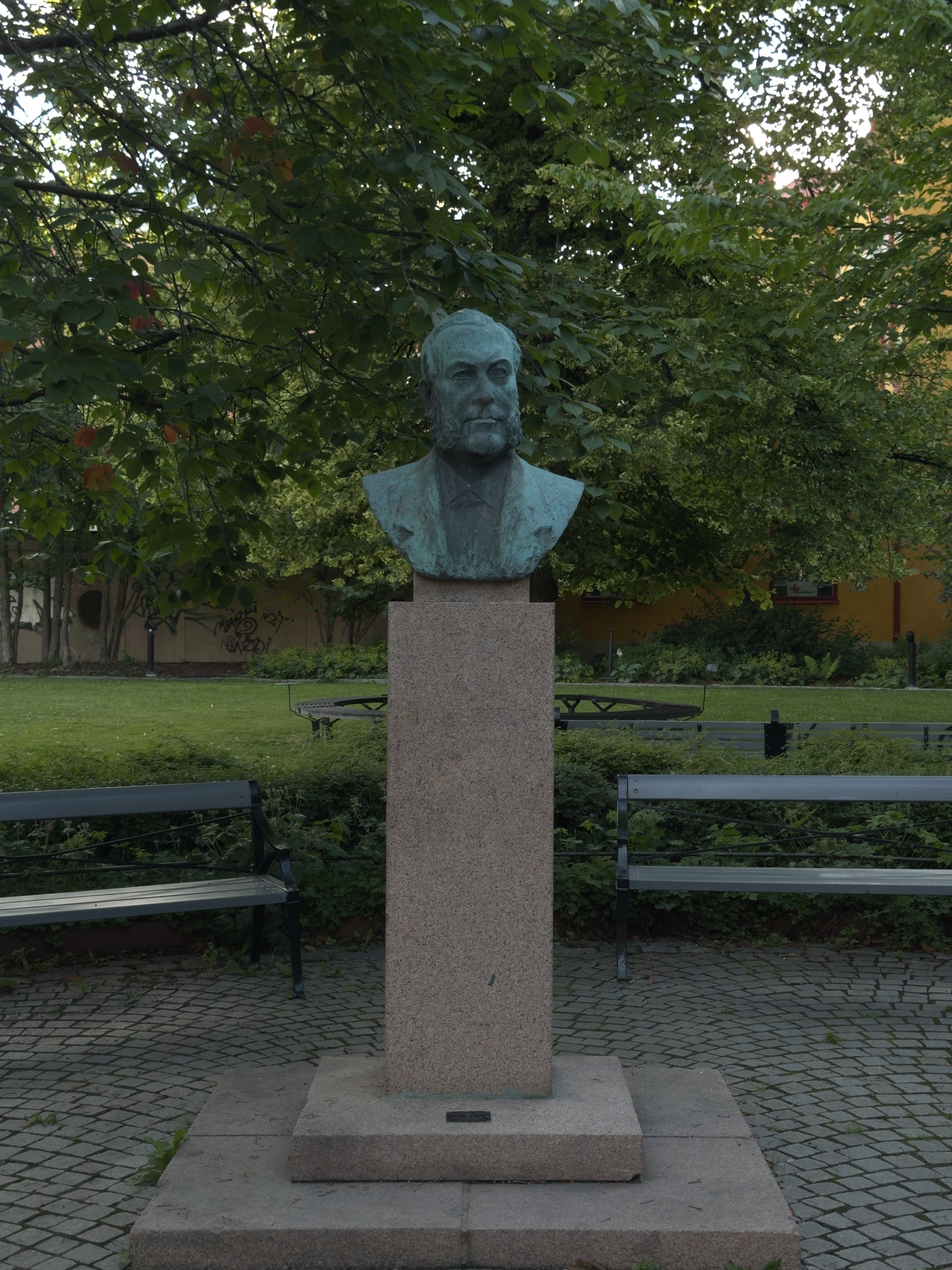
Porträttbyst över Johan August Hedberg av Gustav Adolf Hedblom i Hedbergska parken i Sundsvall.

Johan August Hedberg, född den 20 april 1828 i Svenljunga socken och död i Sundsvall den 14 mars 1906, var grosshandlare, träpatron och ledamot i stadsfullmäktige.

## Karriär
J A Hedberg började som sin bror Anders Petter Hedbergs medhjälpare i gårdfarihandel. Han slog sig sedan först ner i Härnösand, där han en tid drev en affär. Vid mitten av 1850-talet flyttade han till Sundsvall och tog plats i broderns garn- och vävnadshandel.
A P Hedberg avled plötsligt 1882. J A Hedberg tog över firman och fick uppgiften att disponera den förmögenhet brodern arbetat ihop. Han genomförde även betydande donationer till främst Sundsvalls stad. 
Hedberg var delägare i bland annat Tunadals och Essviks ångsågar samt Sandö glasbruk, alla i Västernorrland. 1882–1898 var han VD i A P Hedbergs AB, som ägde bland annat Klampenborgs sågverk. 
J A Hedberg medverkade under lång tid i stadens styre och satt i stadsfullmäktige 1883–1894. Han var även drätselkammarens ordförande under många år. Han var styrelseledamot i Sundsvalls Enskilda Bank. Han var likaså styrelseledamot för Sundsvalls sparbank och 1884–92 dess ordförande. Han satt i skolrådet under många år samt i styrelsen för Sundsvalls Utskänkningsbolag. Utskänkningsbolagets intäkter gick till olika för staden nyttiga ändamål.

## Levnadsomständigheter
Johan August Hedberg var mellanson till västgötaknallen och jordbrukaren Andreas Hedberg och dennes maka Johanna Rylander. 
J A Hedberg kom till Sundsvall 1858 där hans bror Anders Petter Hedberg redan bodde. 
J A Hedberg gifte sig 1870 med Maria Axling, som var dotter till den tidigare delägaren i Tunadalssågen, Johan Axling. De bosatte sig 1871 i en gård vid Kyrkogatan på den adress som idag är Kyrkogatan 26. 
På Klampenborg byggde J A Hedberg på 1880-talet en sommarvilla och anlade en park. Där tillbringade paret Hedberg en del av somrarna. Efter brodern Anders Petters död övertog Johan August även Granlohög och byggde om huset och försåg det med snickarglädje och torn. Även där tillbringade J A och Maria Hedberg en del av somrarna. Tornvillan vid Granlohög brann ner 1980.
Gården vid Kyrkogatan brann ner i Sundsvallsbranden 1888. Under sommaren kunde makarna bo på sina sommarställen Granlohög och Klampenborg. Från hösten hyrde de en lägenhet och kontorslokaler i Sundsvalls Enskilda banks renoverade byggnad tills de fått sitt eget nya hus byggt.
J A och Maria Hedberg dog barnlösa och såväl huset som det mesta av förmögenheten kom till sist att tillfalla Sundsvalls stad.

## Hedbergska huset
Hedbergska huset på Kyrkogatan 26 byggdes 1889–90. Ritningarna tillskrivs firman Appelberg & Gyllencreutz. Per Appelberg var då stadsarkitekt. Ett läge mittemellan kyrkan och stadshuset där han hade många uppdrag var praktiskt. Hedbergs nöjde sig med ett tvåvåningshus när de flesta husen i Stenstaden fick 3–4 våningar. Det blev ett praktfullt hus som både till det yttre och inre visade Hedbergs status. Hedbergska huset som idag tillhör Sundsvalls kommun blev byggnadsminne 1972.

## Hedbergska parken
Efter stadsbranden 1888 låg det under lång tid provisoriska trähus i kvarteret framför makarna Hedbergs bostad. Hedberg köpte in tomterna i kvarteret framför sitt hus, utom den västligaste, och skänkte till staden på villkor att där ordnades en park. År 1899 anlades Hedbergska parken på den mark som J A Hedberg hade skänkt. År 1931 befästes minnet av J A Hedberg genom att en porträttbyst av honom utförd av Gustaf Adolf Hedblom placerades i parken.

### Fotnoter
1. ↑  Nättidningen Rötter . Läst 2011-03-11.
2. ↑  Sundsvalls kommun, paradvåningen ”Arkiverade kopian”. Arkiverad från originalet den 25 maj 2012. https://archive.is/20120525142441/http://www.rst.sundsvall.se/aktuelltarkiv/aktuelltforstasidan/paradvaningenihedbergskahuset.5.4a98e8b7123a0e77dea8000560.html. Läst 11 mars 2011.. Läst 2011-03-11.
3. ↑  Sundsvalls kommun, parken  ”Arkiverade kopian”. Arkiverad från originalet den 25 maj 2012. https://archive.is/20120525142444/http://www.rst.sundsvall.se/livsmiljoochnatur/parkerblommorochgronomraden/hedbergskaparken.4.5c31f1e71084d60515e80003650.html. Läst 11 mars 2011.. Läst 2011-03-11.